# Ralph Gomory
Ralph Edward Gomory (Brooklyn, 7 de maio de 1929) é um matemático estadunidense.